# Фривиллеры
Фривиллеры (англ. Freewillers) — группа протестантских богословов, существовавшая в Англии в период царствования Эдуарда VI (1547—1553) и Марии I (1553—1558), представители которой полностью отрицали учение о предопределении. Фривиллеров рассматривают как первое раскольническое движение в английском протестантизме.

## При Эдварде VI

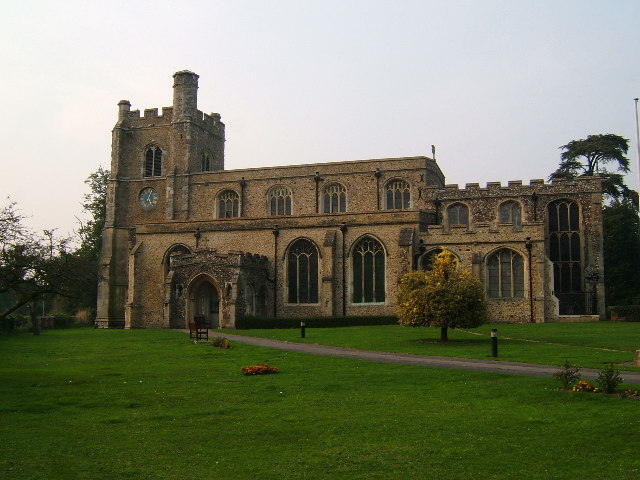
Церковь Святой Марии в Бокинге; на её кладбище погребено несколько участников собрания 1550 года

В правление Эдуарда VI в Англии распространилось значительное число протестантских вариаций учения о предопределении. Большинство богословов склонялось к учению Мартина Лютера, близкому к раннехристианской традиции Августина, хотя имелись и сторонники Жана Кальвина. Официальную позицию Церкви Англии выражали составленные архиепископом Томасом Кранмером в 1553 году 42 статьи, 17-я из которых гласила: «Предопределение к жизни — это вечная цель Бога, посредством которой (до того, как были заложены основы мира) он постоянно решает, по усмотрению своему, в тайне от нас, избавить ли кого из человечества от проклятия и осуждения; и привести ли их к вечному спасению во Христе, как сосуды чести».
Впервые фривиллеры появились в начале правления Эдуарда VI на юго-востоке Англии. Церковный историк XVII века Джон Страйп, присвоивший данной группе религиозных диссидентов такое название, сообщает, что они были первыми, кто отделился от реформаторской церкви Англии и организовали свою конгрегацию. Как сами фривиллеры идентифицировали свою группу, неизвестно. Вслед за Страйпом современные историки называют лидером фривиллеров Генри Харта (Henry Hart, или Harte). Человек с таким именем, плотник из Вестминстера, в 1511 году выступал против церковных обрядов и обычаев — достоверных подтверждений, что это был тот самый Харт, нет. В 1538 году Харт был осуждён за организацию незаконного собрания. Примечательно, что в его дело вмешался архиепископ Томас Кранмер, считавший неправильным, что Харта преследуют только за приверженность новой религии. Впоследствии Харт укрепился в своём радикализме, написав в конце 1540-х годов несколько произведений, в которых обосновывал свободу воли и важность добрых дел для достижения спасения. Среди обвинений, которые выдвинули против собравшихся, было отрицание предопределения.
Вероятно, общины фривиллеров были основаны в 1549 году в Фавершеме (Кент) и Бокинге (Эссекс). В 1550 году они предстали перед церковным судом в Кентербери. В том же году против фривиллеров были изданы два перевода трактатов Августина, «Treatise on the Predestination of the Saints» и «Treatise on the Gift of Perseverance». В предисловии к ним переводчик Николас Лессе (Nicholas Lesse) утверждал, что те, кто защищает свободу воли, особенно опасны, поскольку их еретические мнения часто сопровождаются внешней видимостью святой жизни, что может ввести в заблуждение необразованных людей. В начале 1551 года 18 человек были арестованы, а 13 из них были тщательно допрошены комиссией Тайного совета, учреждённой для ведения дел религиозных нонконформистов, в связи с религиозным собранием, состоявшимся в предшествующее Рождество в Бокинге. Преимущественно это были жители Кента, известные властям и ранее как неблагонадёжные с религиозной точки зрения люди. Среди них были упомянутый выше Генри Харт, Хэмфри Мидлтон (Humphry Middleton), Катберт Симпсон (Cuthbert Sympson), Джордж Бродельбридж (George Brodelbridge), Коул из Фавершэма (Cole of Faversham), Коула из Мэйдстоуна (Cole of Maidstone) и другие. Всего в собрании участвовало около 60 человек. Главным подозреваемым был некий Апчард из Бокинга (Upcharde of Boking), в доме которого остановились переночевать гости из Кента. На следующий день к ним присоединились местные жители для обсуждение «вопросов Писания, в особенности о том, надо ли молиться стоя или на коленях, простоволосым или же с покрытой головой». Собрание постановило, что перед Богом имеет значение только то, что в сердце верующего, а не внешние проявления и церемонии.
Из материалов допросов арестованных по «бокингскому» делу можно узнать некоторые подробности взглядов отдельных фривиллеров, которые, как выясняется, не были однородными. Так, Коул из Мэйдстоуна утверждал, что дети не подвержены первородному греху, а Коул из Фавершэма — что учение о предопределении больше подходит для дьяволов, чем для людей. Джорджа Бродельбридж всего лишь говорил, что предопределение условно. Хэмфри Мидлтон публично заявлял, что все люди предопределены к спасению, а про Генри Харта многочисленные свидетели говорили, что он полностью отвергал как предопределение к спасению, так и к проклятию. Что происходило с группой до окончания царствования Эдварда VI, неизвестно. Скорее всего, она была распущена, но её лидеры продолжили активное участие в спорах о предопределении.

## При Марии I

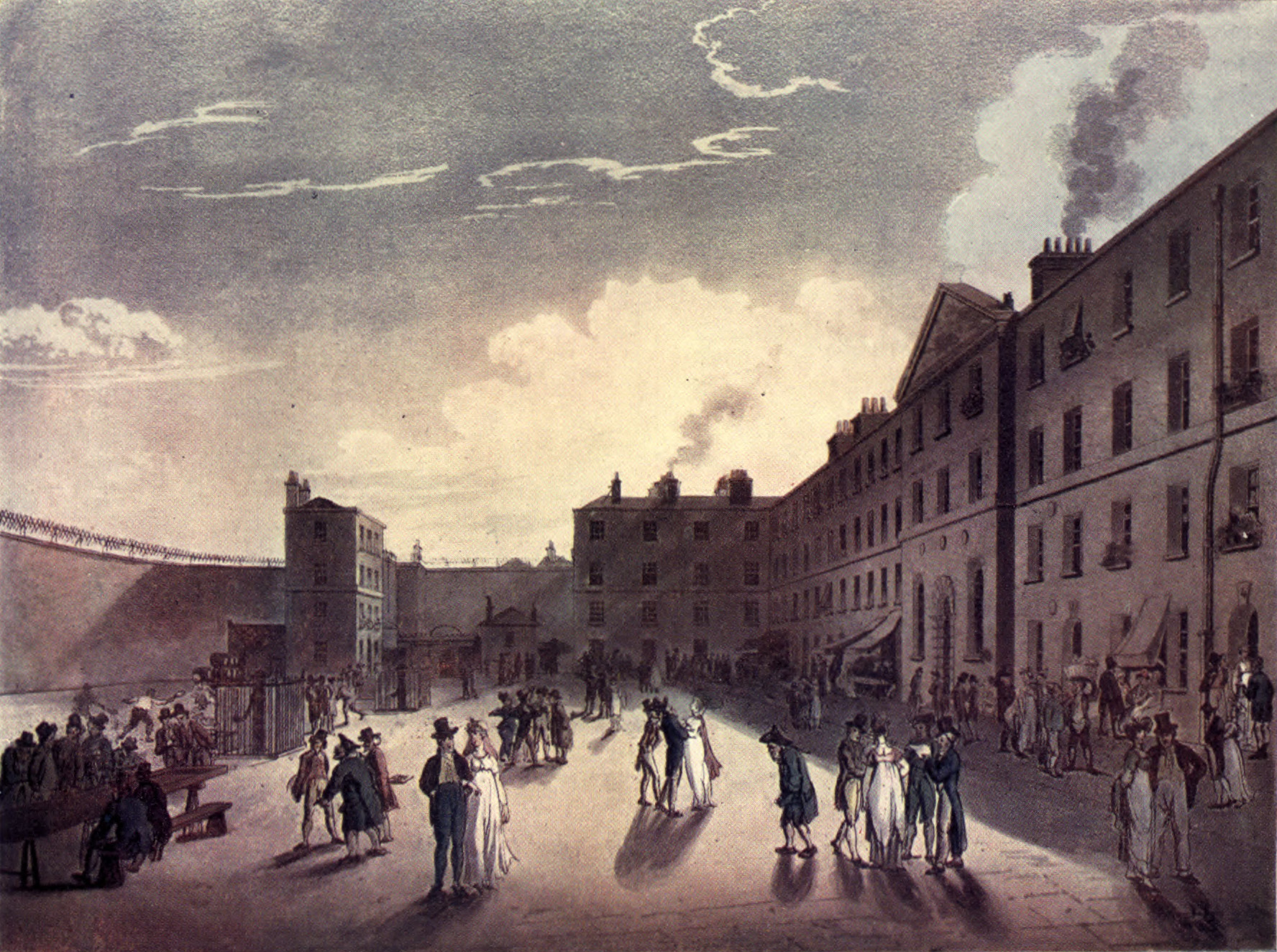
Тюрьма Кингс-бенч в начале XIX века

Смерть Эдуарда VI прервала развитие протестантизма, и в правление королевы Марии (1553—1558) лидеры английской Реформации либо были осуждены как еретики, либо отправлены в изгнание. Та же судьба постигла фривиллеров, большая часть из которых оказалась в лондонской тюрьме Кингс-бенч. Как минимум восемь из оказавшихся в Кингс-бенч фривиллеров упоминались в расследовании о собрании в Бокинге. Апчард из Бокинга, если принять его идентификацию с ткачом Томасом Апширом (Thomas Upshire, или Upcher), также оказался в тюрьме, а впоследствии эмигрировал во Франкфурт. Среди марианских изгнанников, оказавшихся во Франкфурте, был и упоминавшийся выше Томас Коул из Мэйдстоуна, в конце 1552 года назначенный деканом Солсбери.
Оказавшись в Кингс-бенч, фривиллеры продолжили распространять свои взгляды, вызывая отторжение у других оказавшихся там протестантов. Подробности состоявшихся в Кингс-бенч диспутов известны достаточно хорошо. Со стороны ортодоксальных протестантов в спорах участвовали известные мученики Джон Брэдфорд, Джон Филпот, Роберт Феррар, Роуэлэнд Тейлор и Огастен Бернэр. Совместно они смогли сформулировать тезисы в защиту предопределения. Также ими было написано несколько трактатов, важнейший из сохранившихся — «Defense of Election» Брэдфорда (октябрь 1554). Сохранилась также рукопись трактата О. Бернэра против фривиллеров. 1 января 1555 года Брэдфорд заявил о невозможности более поддерживать личные отношения, а две недели спустя, рассматривая спор как важный, защитники предопределения обратились за духовной помощью к архиепископу Кранмеру, епископам Николасу Ридли и Хью Латимеру, находящимся в заточении в Оксфорде. В письме, основным автором которого был, видимо, Брэдфорд, лондонские узники объясняли причину своего беспокойства: слава Христа и его благодать претерпят урон, если вся заслуга спасения не будут принадлежать ему одному, а будут разделены с человеческими заслугами и желаниями. Фривиллеры, писали они, приуменьшают эффективность спасения и потому наносят больший урон истинной вере, чем «паписты» и пелагианцы. В силу обстоятельств, лондонским узникам пришлось рассчитывать только на свои силы. Насколько известно, фривиллеры не только не смогли завоевать новых сторонников, но даже потеряли некоторых из старых.
Тем не менее, в тюремных спорах фривиллеры окончательно сформулировали своё учение, изложенное позднее в двух полемических трактатах. Первый из них, «The Enormities Proceeding of the Opinion that Predestination,
Calling, and Election Is Absolute in Man as It Is in God», был написан Генри Хартом — именно он стал непосредственной причиной появления трактата Брэдфорда. Как следует из названия, основная цель Харта состояла в демонстрации «ненормальностей» учения о предопределении к которым он, в частности, относил вытекающее, по его мнению, из этого учения отсутствие греха — «если человек не имеет выбора, тогда злой человек делает то, что Бог повелит, равно как и добрый». Второй трактат написал Джон Треве (John Trewe), который к концу существования группы занял место её главного идеолога. Его труд, озаглавленный «The Cause of Contention in the King’s Bench, as Concerning Sects in Religion», в апологетической форме излагал позицию фривиллеров. Также трактат содержит изложение истории спора в тюрьме Кингс-бенч, возлагающий вину за его начало на сторонников предопределения. Треве обвинял своих оппонентов не только в намеренном разжигании конфликта, но и в том, что они грозили фривиллерам смертью как еретикам, если вновь придут к власти.
Как отмечает О. Харгрейв, несмотря на то, что Треве упорно не желал понимать логику оппонентов, его книга ценна с точки зрения последовательного изложения позиции фривиллеров. Относительно вопроса совершенной стойкости избранных к спасению, Треве интерпретирует позицию протестантов как убеждённость в том, что если избранный не совершит серьёзного проступка, то он и не утратит своей избранности. Это, по мнению Треве, «разрушает страх Божий» и веру в те места Священного Писания, которые призывают людей воздерживаться от зла. Что касается репробации и причины возникновения греха, Треве пишет, что предположение о предопределённости к проклятию некоторых людей от начала времён делает, в конечном счёте, Бога прародителем всего зла, снимая ответственность с дьявола. Относительно искупления, считает Треве, протестанты также не правы, полагая, что Христос умер не ради всех людей — такое учение не может привести ни к чему, кроме отчаяния. В таком духе Треве указывает на 23 несообразности богословия протестантов относительно предопределения.
Интенсивность спора постепенно снижалась по мере смерти его участников, либо сожжённых на костре, либо умерших в тюрьме. Сохранилось адресованное фривиллерам письмо, написанное Брэдфордом незадолго до казни. В нём он вновь говорит об учении о предопределении, в котором он находит уверенность в спасении, восхищение божественной благодатью и милосердием. Брэдфордом был сожжён 1 июля 1555 года, и после него лидером сторонников предопределения в Кингс-бенч стал малообразованный Джон Кэрлесс (John Careless), ткач из Ковентри.

## Оценки в историографии
Фривиллеры редко становились предметом специализированных исследований и, как правило, рассматривались в контексте более общих вопросов. Историк конца XIX века Ричард Диксон назвал фривиллеров несчастными жертвами государственной политики по лицензированию проповедников; современный историк Артур Дикенс видел в них пример репрессий официальной церкви против сектантов. По его мнению, фривиллеры были скорее единомышленниками, собравшимися для ведения дискуссии, чем сектой. Некоторые исследователи (О. Харгрейв, 1968) сосредоточили своё внимание на взглядах сектантов относительно предопределения. Предпринимались также попытки поместить фривиллеров в ряд протестантских движений. И. Б. Хорст (1972) связал их с континентальными анабаптистами, а М. Кнаппен (1965) охарактеризовал их как «примитивных арминиан». Д. Энрю Пенни анализирует возникновение фривиллеров и повышенный интерес к ним властей в контексте более ранних движений, начиная с лоллардов и Крестьянского восстания XIV века. Память об этих событиях сохранялась и в середине XVI века, благодаря чему Кент рассматривался как потенциальный источник проблем.